# Avtar Singh
Avtar Singh es un diplomático indio jubilado.
- Avtar Singh es hijo de Abnasha Singh.
- De 1942 a 1947 fue miembro de la Ejército Indio Británico.
- En 1947 entró al Indian Foreign Service.
- De 1948 a1951 fue empleado en Egipto, Líbano, Jordania y Siria.
- De 1951 a 1952 fue empleado en el Ministerio de Asuntos Exteriores (India).
- De 1952 a 1955 fue empleado en la misión de la India ante la Sede de la Organización de las Naciones Unidas.
- De 1961 a 1963 fue presidente de la International Control Commission.
- De 1964 a 1966 fue Oficial Político en Sikkim y Bután.

- De 1966 a 1967 fue Embajador en Copenhague (Dinamarca).
- De 1967 a 1969 fue Alto Comisionado en Puerto Louis (Mauricio).
- De 1969 a 1970 fue Alto Comisionado en Nairobi (Kenia).
- De 1970 a 1971 fue secretario del Ministerio de Asuntos Exteriores (India) adjunto.
- En 1972 fue Foreign Secretary (India).
- Del 02 de septiembre de 1974 al 29 de abril de 1977 fue embajador en Berna.
- En 1977 fue embajador en Tokio.
- En 1979 fue embajador en Lagos (Nigeria).[1]